# Жан Роба
Жан Роба (на френски: Jean Roba) е белгийски художник – автор на комикси.

## Биография и творчество
Роден е на 28 юли 1930 година в Схарбек. Учи дизайн.
Започва кариерата си с гравюри и рекламни илюстрации. От 1957 година сътрудничи на списанието за комикси „Спиру“. Придобива известност с поредицата „Boule et Bill“, която рисува от 1959 година до края на кариерата си.
Жан Роба умира на 14 юни 2006 година в Схарбек.